# 海峽交流基金會
財團法人海峽交流基金會，簡稱海基會，是中華民國辦理海峽兩岸交流所衍生的各項事務的半官方機構，受中華民國大陸委員會監督與委託授權行使公權力。成立於1990年11月21日，1991年3月9日正式掛牌運行。中国大陆的對口機構是海峡两岸关系协会。由於兩岸互不承認主權，因此該機構扮演關於大陸地區文書認證、應急領務等使領館職能。

## 歷史背景
時任總統蔣經國於1987年11月2日開放台灣民眾赴中國大陸探親，兩岸民間交流日益頻繁，也由此衍生出海上犯罪、偷渡走私、文書查（驗）證、財產繼承、婚姻關係、經貿糾紛等諸多問題。為解決上述民間交流衍生之問題、並兼顧兩岸情勢，由行政院主持民間各界成立海基會，以協助中華民國政府處理与中國大陸相關的事務。

## 成立經過
1990年11月21日，海基會召開捐助人會議，並舉行第一屆董監事第一次聯席會議，通過《財團法人海峽交流基金會捐助暨組織章程》，選聘第一屆董事42人、監事6人。1990年11月26日，海基會向行政院大陸工作會報（陸委會前身）申請設立許可。1991年2月8日經陸委會許可，並於同日向台北地方法院辦妥財團法人登記，3月9日正式對外服務；1991年4月9日與陸委會簽訂委託契約，處理有關兩岸談判對話、文書查驗證、民眾探親商務旅行往來糾紛調處等涉及公權力之相關業務。
2012年9月27日，《海峽交流基金會組織章程》修改，將董事長從「無給職」改成得為「有給職」，海基會董事長月薪可能落在新台幣23萬到29萬元之間。

## 會址
| 名稱               | 地址                                                      | 介紹                                             |
| ------------------ | --------------------------------------------------------- | ------------------------------------------------ |
| 海基會第一代會本部 | 臺北市松山區敦化北路201號（台塑大樓）                     |                                                  |
| 海基會第二代會本部 | 臺北市松山區民生東路三段156號17樓（宏泰世紀大樓）         |                                                  |
| 海基會第三代會本部 | 臺北市中山區北安路536號（台北捷運 文湖線大直站3號出口旁） | 共建有地上9層、地下2層，遷入日期為2012年4月9日。 |

## 組織
- 董事會
- 監事會
  - 董事長（1人，有給職）
    - 副董事長（3人，無給職）

  - 秘書長（1人，有給職）
    - 副秘書長（3人，有給職）
    - 發言人（1人）

  - 主任秘書（1人，有給職）

## 歷任董事長
| 任別                 | 姓名                 | 就職時間             | 卸任時間             | 政黨                 | 備註 |
| 海峽交流基金會董事長 | 海峽交流基金會董事長 | 海峽交流基金會董事長 | 海峽交流基金會董事長 | 海峽交流基金會董事長 | 海峽交流基金會董事長 |
| -------------------- | -------------------- | -------------------- | -------------------- | -------------------- | --- |
| 1                    | 辜振甫               | 1990年11月21日       | 2005年1月3日         | 中國國民黨           | 任內病逝。 迄今任期最長的董事長。 |
| 代理                 | 劉德勳               | 2005年1月4日         | 2005年6月10日        | 無黨籍               | 行政院大陸委員會副主任委員兼本會副董事長代理，曾任監察院監察委員、臺港經濟文化合作策進會董事長。                                               |
| 2                    | 張俊雄               | 2005年6月11日        | 2007年5月18日        | 民主進步黨           | 曾任行政院院長、行政院副院長、總統府秘書長、民主進步黨秘書長。                                                                                 |
| 3                    | 洪奇昌               | 2007年7月12日        | 2008年5月25日        | 民主進步黨           | 曾任立法委員、民主進步黨立法院黨團總召集人。                                                                                                   |
| 4                    | 江丙坤               | 2008年5月26日        | 2012年9月27日        | 中國國民黨           | 曾任經濟部部長、立法院副院長、行政院經濟建設委員會主任委員、中國國民黨副主席。                                                                 |
| 5                    | 林中森               | 2012年9月27日        | 2016年5月19日        | 中國國民黨           | 曾任行政院秘書長、中國國民黨秘書長。 |
| 代理                 | 陳德新               | 2016年5月20日        | 2016年9月11日        | 無黨籍               | 科技部常務次長代理。 |
| 6                    | 田弘茂               | 2016年9月12日        | 2018年3月27日        | 無黨籍               | 曾任外交部部長、駐英代表。 |
| 7                    | 張小月               | 2018年3月27日        | 2020年6月5日         | 無黨籍               | 曾任行政院大陸委員會主任委員、外交部常務次長、駐英代表、北美事務協調委員會主任委員、臺港經濟文化合作策進會董事長。                             |
| 8                    | 李大維               | 2020年6月5日         | 2020年8月3日         | 中國國民黨（停權）   | 曾任國家安全會議秘書長、總統府秘書長、外交部部長、行政院新聞局局長、外交部政務次長、行政院新聞局副局長、駐美代表、北美事務協調委員會主任委員。 |
| 代理                 | 許勝雄               | 2020年8月28日        | 2023年2月13日        | 無黨籍               | 本會副董事長代理。 |
| 8（回任）            | 李大維               | 2023年2月14日        | 2024年6月7日         | 中國國民黨（停權）   | [ 2 ] |
| 9                    | 鄭文燦               | 2024年6月7日         | 2024年7月7日         | 民主進步黨           | 曾任行政院副院長、桃園市市長、行政院新聞局局長、本會副秘書長、桃園縣議員。 迄今任期最短的董事長。                                              |
| 代理（第二次）       | 許勝雄               | 2024年7月23日        | 2024年11月3日        | 無黨籍               | 本會副董事長二度代理。 |
| 10                   | 吳豊山               | 2024年11月4日        | 現任                 | 無黨籍               | 曾任自立晚報社長、公共電視文化事業基金會董事長、行政院政務委員、監察院監察委員。                                                               |

## 兩會協商談判

### 辜汪會談
1993年4月29日，海基會董事長辜振甫和海協會會長汪道涵在新加坡舉行兩會第一次會談。雙方簽署包括《兩岸公證書使用查證協議》及《兩岸掛號函件查詢、補償事宜協議》、《兩會聯繫與會談制度協議》及《辜汪會談共同協議》。

### 焦唐會談
1994年1月31日到2月5日、1994年8月4日至8月7日，海基會副董事長兼秘書長焦仁和與海協會常務副會長唐樹備先後在北京、台北進行二度焦唐會談，就如何落實「辜汪會談共同協議」及後續事務性協商問題進行會談。

### 兩岸兩會高層會談
第一次陳江會談
於2008年6月12日在北京─釣魚台賓館舉行，海協會會長陳雲林和海基會董事長江丙坤在北京舉行協商談判，針對多項攸關兩岸交流議題達成共識，包括兩岸包機直航、大陸游客來台等，並將推動兩岸合作在台灣海峽海域探勘開發油田。完成簽署《海峽兩岸包機會談紀要》。
第二次陳江會談
於2008年11月4日在臺北─圓山飯店舉行，本次再度由陳雲林與江丙坤領銜舉行協商談判，針對兩岸包機直航新航線及增加班次與航點、兩岸海運直航、全面通郵、食品安全管理機制，以及面對世界金融風暴兩岸如何應對等問題進行協商。完成簽署《海峡两岸空运协议》、《海峡两岸海运协议》、《海峡两岸邮政协议》、《食品安全协议》等四个协议。
第三次陳江會談
於2009年4月26日在南京─紫金山莊舉行，海協會會長陳雲林和海基會董事長江丙坤在南京举行两岸协商谈判，针对共同打击犯罪及司法互助、两岸定期航班、两岸金融合作等议题进行协商。完成簽署《海峡两岸金融合作协议》、《海峡两岸空运补充协议》、《海峡两岸共同打击犯罪及司法互助协议》 三项协议。
第四次陳江會談
於2009年12月22日在臺中─裕元花園酒店舉行。完成簽署《海峽兩岸標準檢測及認驗證合作協議》、《海峽兩岸漁船船員勞務合作協議》、《海峽兩岸農產品檢驗檢疫協議》。
第五次陳江會談
於2010年6月29日在重慶─索菲特酒店舉行。完成簽署《海峽兩岸經濟合作架構協議》（ECFA）及《海峽兩岸智慧財產權保護協議》。
第六次陳江會談
於2010年12月16日在臺北─圓山飯店舉行。僅簽訂《海峽兩岸醫藥衛生合作協議》，並決定成立協議落實的檢討機制，但在經濟合作方面仍無法達成共識。
第七次陳江會談
於2011年10月19日在天津─天津迎賓館舉行。完成簽署《海峽兩岸核電安全合作協議》。
第八次陳江會談
於2012年8月9日在臺北─圓山飯店舉行，完成簽署《海峽兩岸投資保障和促進協議》及《海峽兩岸海關合作協議》 。另共同發表了「人身自由與安全保障共識」。
第九次陳德銘與林中森會談
於2013年6月21日在上海─上海東郊賓館舉行。由海協會會長陳德銘與海基會董事長林中森，在上海東郊賓館共同簽署《兩岸服務貿易協議》。
第十次陳德銘與林中森會談
於2014年2月26日－2014年2月27日在圓山飯店順利完成，雙方簽署《海峽兩岸氣象合作協議》與《海峽兩岸地震監測合作協議》，就兩會協商的有關事項交換了意見，並確定了兩會下一次會談議題。
第十一次陳德銘與林中森會談
於2015年8月24日－2015年8月26日在福州舉行，雙方簽署《海峽兩岸避免雙重課稅及加強稅務合作協議》與《海峽兩岸民航飛航安全與適航合作協議》，就兩會協商的有關事項交換了意見，並確定了兩會下一次會談議題。

## 兩岸溝通機制暫停
2016年5月20日民主進步黨籍的蔡英文上任總統後，未承認九二共識，引起中華人民共和國不滿並中斷兩岸溝通機制。中共中央台灣工作辦公室證實已經暫停與臺灣的陸委會及海基會一切溝通往來。

## 外部連結
- 海峽交流基金會 （页面存档备份，存于）（繁體中文）（简体中文）（英文）（日語）
- 海基會(SEF)的Facebook專頁